# Dzwonkówka gruboblaszkowa

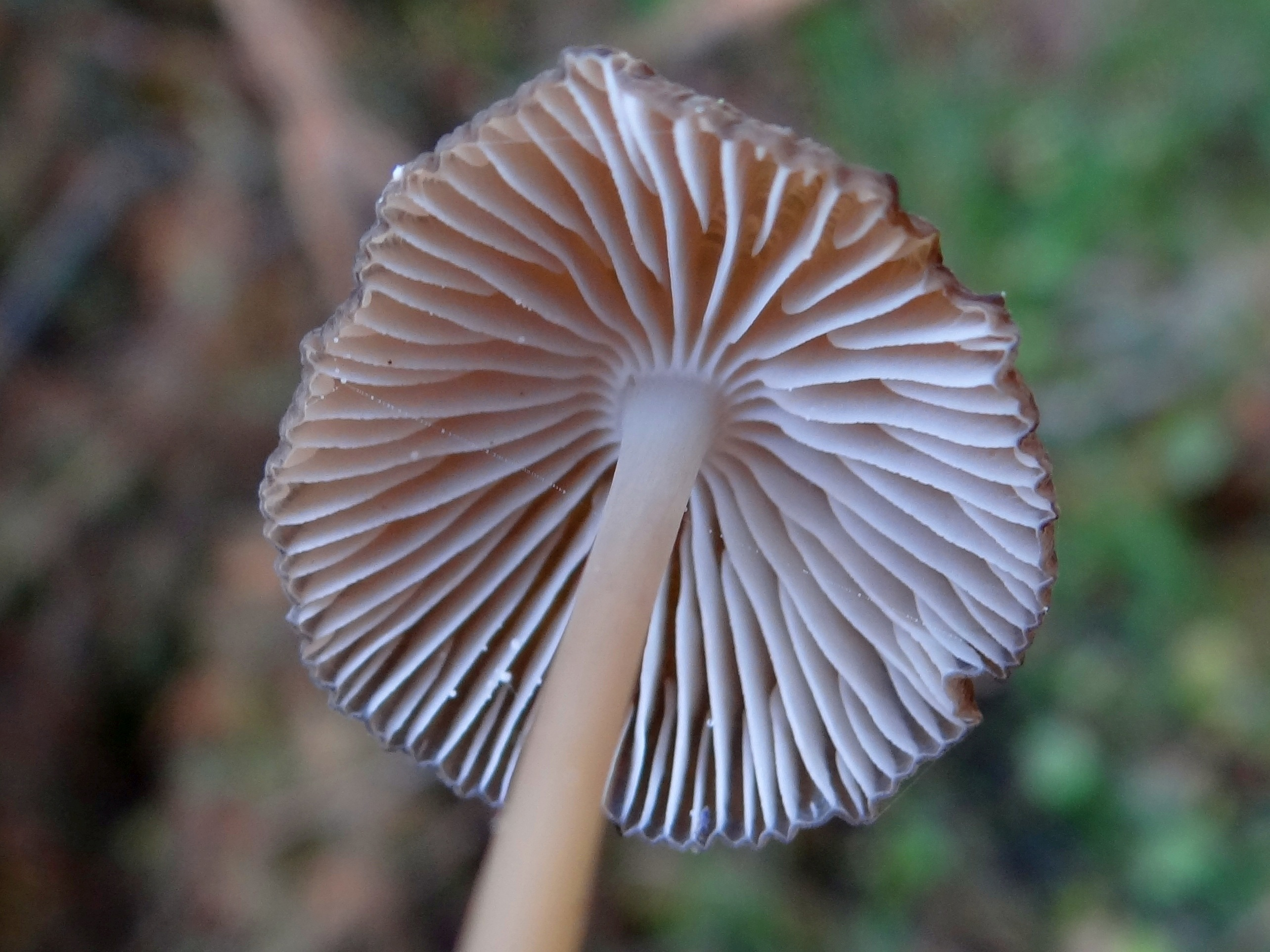

Dzwonkówka gruboblaszkowa (Entoloma clandestinum (Fr.) Noordel.) – gatunek grzybów z rodziny dzwonkówkowatych (Entolomataceae).

## Systematyka i nazewnictwo
Pozycja w klasyfikacji według Index Fungorum: Entoloma, Entolomataceae, Agaricales, Agaricomycetidae, Agaricomycetes, Agaricomycotina, Basidiomycota, Fungi.
Po raz pierwszy opisał go w 1818 r. Elias Fries, nadając mu nazwę Agaricus clandestinus. W 1980 r. Machiel Evert Noordeloos przeniósł go do rodzaju Entoloma. Niektóre inne synonimy:
- Nolanea clandestina (Fr.) P. Kumm. 1871
- Rhodophyllus clandestinus (Fr.) Quél. 1886

Władysław Wojewoda w 1999 r. nadał mu polską nazwę wieruszka gruboblaszkowa, w 2003 r. zmienił ją na dzwonkówka gruboblaszkowa.

## Morfologia
Kapelusz
Średnica 6–30 mm, początkowo stożkowaty lub półkulisty z podwiniętym brzegiem, następnie lekko rozszerzający się do stożkowato-wypukłego, ostatecznie wypukły z małym garbkiem lub bez i prostym brzegiem. Jest higrofaniczny; w stanie wilgotnym bardzo ciemny, czarnobrązowy, często z czerwonawym odcieniem, brzegiem tej samej barwy lub tylko nieznacznie jaśniejszym, przynajmniej na brzegu półprzezroczysty i prążkowany; w stanie suchym jaśniejszy, szarobrązowy. Powierzchnia gładka lub z drobnymi, promieniście ułożonymi brodawkami lub zmarszczkami, błyszcząca.
Blaszki
L = 12–20, l= 1–3(–7), dość rzadkie, szeroko przyrośnięte lub wykrojone z ząbkiem do prawie wolnych, grube, wąsko brzuchate, ciemnoszarobrązowe już w młodości, ciemniejące z wiekiem, czasami anastomozujące. Krawędzie tego samego koloru lub nieco jaśniejsze, całe lub lekko wyżłobione.
Trzon
Wysokość 18–40 mm, grubość 1–2,5 mm, cylindryczny, często rozszerzony ku podstawie. Powierzchnia tej samej barwy co kapelusz lub jaśniejsza, nieprążkowana, naga lub oprószona na szczycie, rzadko całkowicie oprószona.
Miąższ
Cienki, tego samego koloru co powierzchnia, wewnętrzne części trzonu jaśniejsze. Brak wyraźnego zapachu i smaku.
Cechy mikroskopowe
Zarodniki 8–10,5 × (5,5–)6,5–7,5(–8) µm, Qav = 1,3, w widoku z boku regularnie 6-kątne. Podstawki 30–50 × 8–15 µm, 2–4-zarodnikowe ze sprzążkami u podstawy. Cystyd brak. Skórka kapelusza typu cutis, o szerokości 4,5–11 µm, zbudowana z cylindrycznych strzępek. Strzępki skórki i tramy kapelusza z pigmentem inkrustującym. W hymenium liczne sprzążki, rzadkie lub nieobecne w innych częściach grzyba.

## Występowanie i siedlisko
Podano stanowiska w Europie, Ameryce Północnej i Azji. W Europie jest szeroko rozprzestrzeniony, ale rzadki. W Polsce W. Wojewoda w 2003 r. przytoczył trzy stanowiska, w późniejszych latach podano wiele następnych. Najbardziej aktualne stanowiska podaje internetowy atlas grzybów. Znajduje się w nim na liście gatunków zagrożonych i wartych objęcia ochroną. Na Czerwonej liście roślin i grzybów Polski ma status E – gatunek wymierający, którego przeżycie jest mało prawdopodobne, jeśli nadal będą działać czynniki zagrożenia.
Grzyb naziemny, prawdopodobnie mykoryzowy. Owocniki w małych grupach wśród mchów na ubogich, krótko wypasanych pastwiskach na suchej, słabo kwaśnej piaszczystej glebie lub w liściastych lasach na polanach, przy drodze, na lekko zasadowej glebie.